# Trofeo de Campeones de la Liga Profesional 2023
Il Trofeo de Campeones de la Liga Profesional 2023 è stata la 3ª edizione di questa competizione nazionale organizzata dalla AFA.
La competizione si è disputata il 22 dicembre 2023 in gara unica e in campo neutro presso lo Stadio Unico Madre de Ciudades di Santiago del Estero. Ad aggiudicarsi il titolo è stato il River Plate, che ha battuto il Rosario Central con il risultato di 2-0. In questo modo, oltre ad aggiudicarsi il titolo, il River Plate ha acquisito il diritto di disputare la Supercopa Internacional 2023.

## Squadre partecipanti
| Squadre         | Qualificazione                                   | Partecipazioni precedenti (il grassetto indica la vittoria) |
| --------------- | ------------------------------------------------ | ----------------------------------------------------------- |
| River Plate     | Vincitore della Liga Profesional 2023            | 1 (2021)                                                    |
| Rosario Central | Vincitore della Copa de la Liga Profesional 2023 | esordiente                                                  |

## Finale

### Risultato
| Arbitro: | Facundo Tello |

|                              |           |  |
| Colidio 40’ I. Fernández 75’ | Marcatori |  |

Con la vittoria per 2-0 sul Rosario Central, il River Plate si è aggiudicato il Trofeo de Campeones 2023.